# Hyperbaena hassleri
Hyperbaena hassleri är en tvåhjärtbladig växtart som beskrevs av Friedrich Ludwig Diels. Hyperbaena hassleri ingår i släktet Hyperbaena och familjen Menispermaceae. Inga underarter finns listade i Catalogue of Life.